# Yngwie Malmsteen
Yngwie Malmsteen, vlastním jménem Lars Johan Yngve Lannerbäck (* 30. června 1963, Stockholm) je švédský heavy metalový kytarista, skladatel a textař.
Narodil se v Stockholmu, jako nejmladší dítě v muzikální rodině. Posedlost kytarou a zájem o hudbu u malého Yngwieho začaly 18. září 1970, kdy jako sedmiletý v televizi viděl speciální dokument o smrti Jimiho Hendrixe. Jeho oficiální internetová stránka uvádí citát:„V den, kdy zemřel Jimi Hendrix, se narodil kytarista Yngwie Malmsteen“.
Setkání s hrou houslisty 19. století Niccola Paganiniho na něj zapůsobilo natolik, že ho uvádí jako svůj největší hudební vzor. Kromě Paganiniho na Malmsteena měli hudební vliv i Jimi Hendrix, Genesis, Brian May, Uli Jon Roth, a Ritchie Blackmore z Deep Purple.
V roce 1981 se přestěhoval do USA, kde vystupoval v skupinách Steeler a Alcatrazz. Od roku 1983 po odchodu z Alcatrazzu začal vystupovat sólově.
Od začátku kariéry používá kytary Fender Stratocaster.
Ovlivnil mnoho kytaristů a skupin 80. let, hrajících nejen neoklasický heavy metal.

## Diskografie

### Steeler
| Datum vydání | Název   | Známka   |
| 1983         | Steeler | Shrapnel |

### Alcatrazz
| Datum vydání | Název                       | Známka  |
| 1984         | No Parole from Rock N' Roll | Polydor |
| 1984         | Live Sentence               | Polydor |

### Yngwie Sólově
| Datum vydání        | Název                                                                                                  | Známka                              |
| 1984                | Rising Force                                                                                           | Polydor                             |
| říjen 1985          | Marching Out                                                                                           | Polydor                             |
| 1986                | Trilogy                                                                                                | Polydor                             |
| březen, 1988        | Odyssey                                                                                                | Polydor                             |
| říjen, 1989         | Trial By Fire: Live in Leningrad                                                                       | Polydor                             |
| 1990                | Eclipse                                                                                                | Polydor                             |
| listopad, 1991      | Collection                                                                                             | PolyGram                            |
| 1992                | Fire and Ice                                                                                           | Elektra                             |
| 9. května, 1994     | The Seventh Sign                                                                                       | CMC International                   |
| 17. října, 1995     | Magnum Opus                                                                                            | Import Records                      |
| 5. listopadu, 1996  | Inspiration                                                                                            | Foundation                          |
| 1997                | Facing the Animal                                                                                      | Foundation                          |
| 1998                | Double LIVE!                                                                                           | Foundation                          |
| 30. června, 1998    | Concerto Suite for Electric Guitar and Orchestra in Em, Opus 1                                         | Import Records                      |
| 23. listopadu, 1999 | Alchemy                                                                                                | Pony Canyon                         |
| 7. listopadu, 2000  | War to End All Wars                                                                                    | Pony Canyon                         |
| 2002                | Concerto Suite LIVE – Pozn.: toto je ve skutečnsti dvoj Video CD s japonským filharmonickým orchestrem | Pony Canyon                         |
| 2002                | The Genesis                                                                                            | Pony Canyon                         |
| 15. října, 2002     | Attack!!                                                                                               | Import Records                      |
| 2004                | G3: Rockin' in the Free World                                                                          | Epic                                |
| 2005                | Unleash the Fury                                                                                       | Spitfire Records                    |
| 2007                | Far Beyond the Sun - DVD, zahrnuje Trial by Fire: Live in Leningrad a Live '85                         | Universal Music                     |
| 2008                | Perpetual Flame                                                                                        | Rising Force, Koch                  |
| 2009                | Angels of Love                                                                                         | Rising Force, Koch                  |
| 2009                | Genesis                                                                                                | Pony Canyon                         |
| 2009                | High Impact                                                                                            | Rising Force                        |
| 2010                | Relentless                                                                                             | Rising Force, Koch                  |
| 2012                | Spellbound                                                                                             | Rising Force, Universal Music Japan |